# Drève
Une drève est une voirie carrossable bordée d'arbres.

## Origine
Ce nom vient du néerlandais dreef, qui signifie allée. Usuel en Belgique francophone, il n'apparaît en France que dans le Nord du pays.
En moyen français, le terme signifiait « allée plantée d'arbres alignés ».

## Galerie

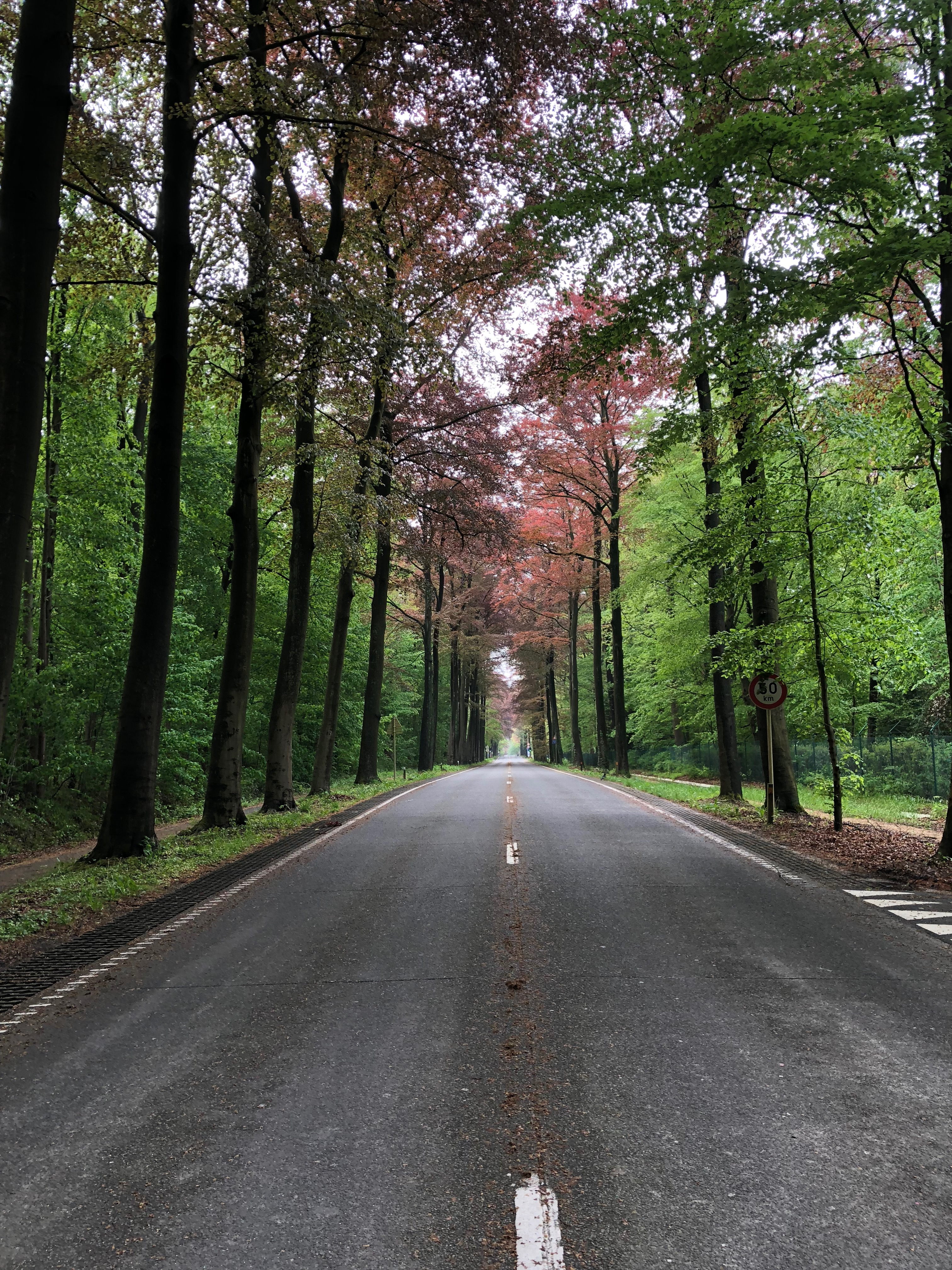
La drève de Lorraine à Uccle.
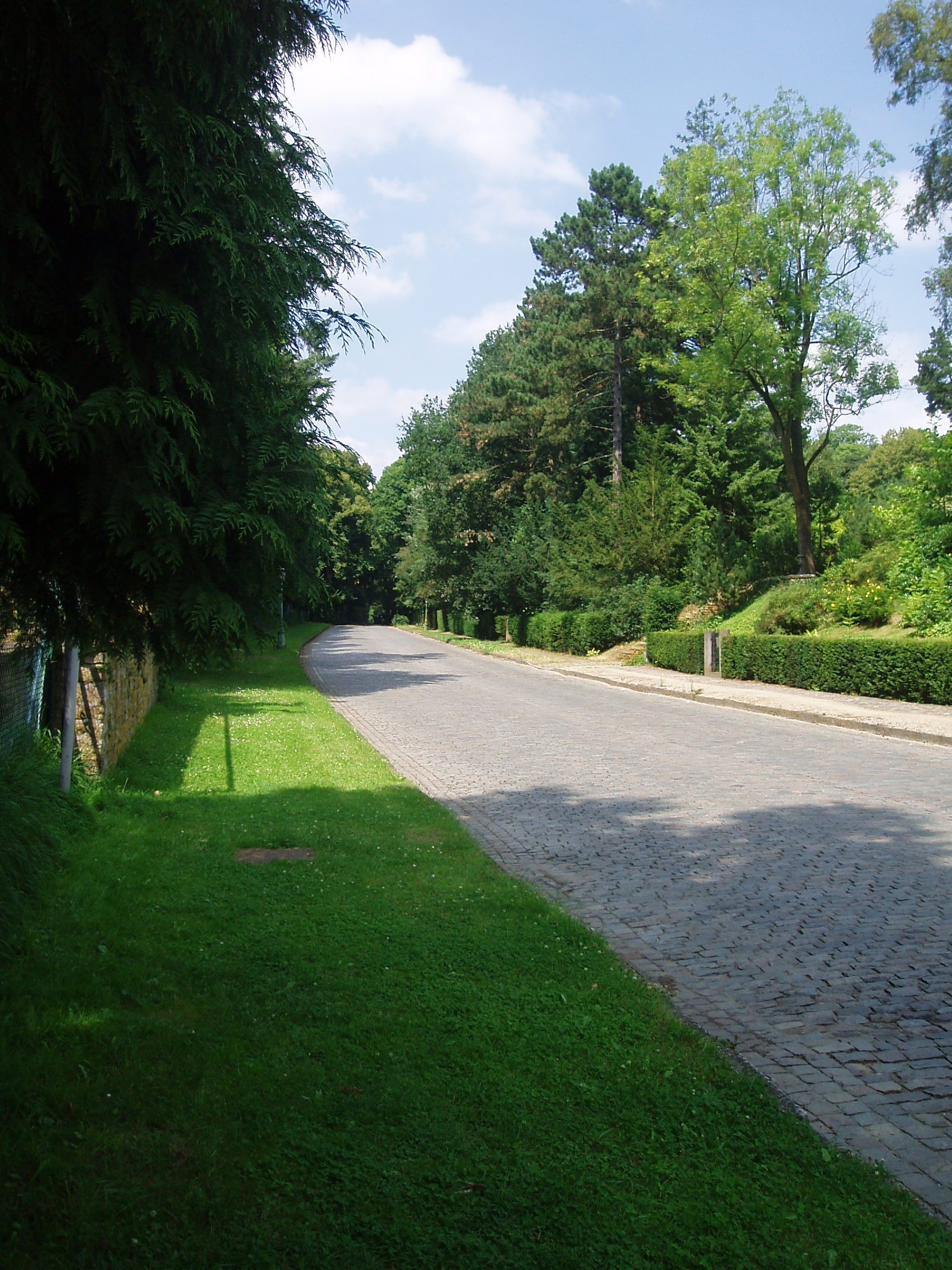
La drève du Prieuré à Bruxelles.
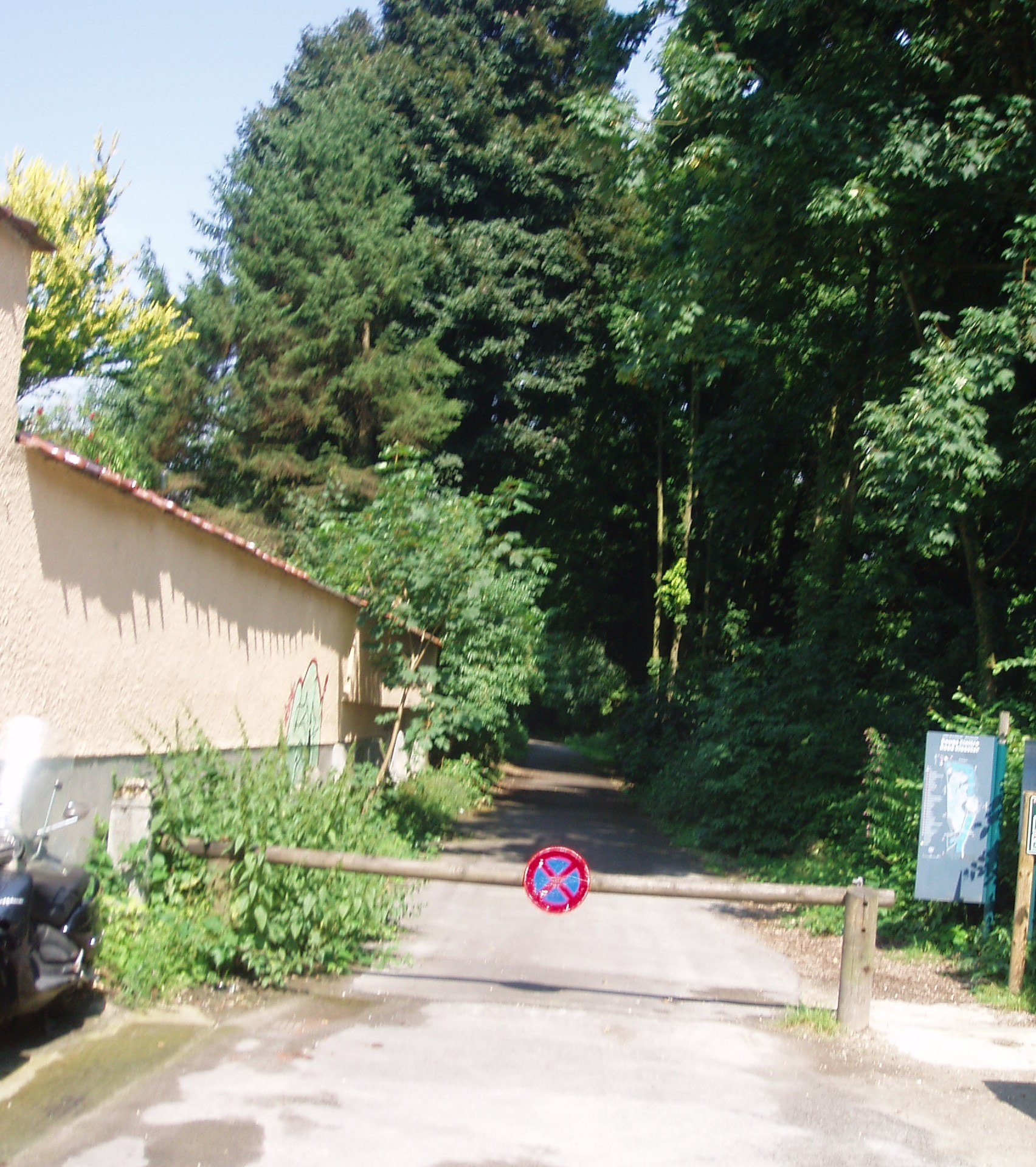
La drève du Rouge-Cloître à Auderghem.
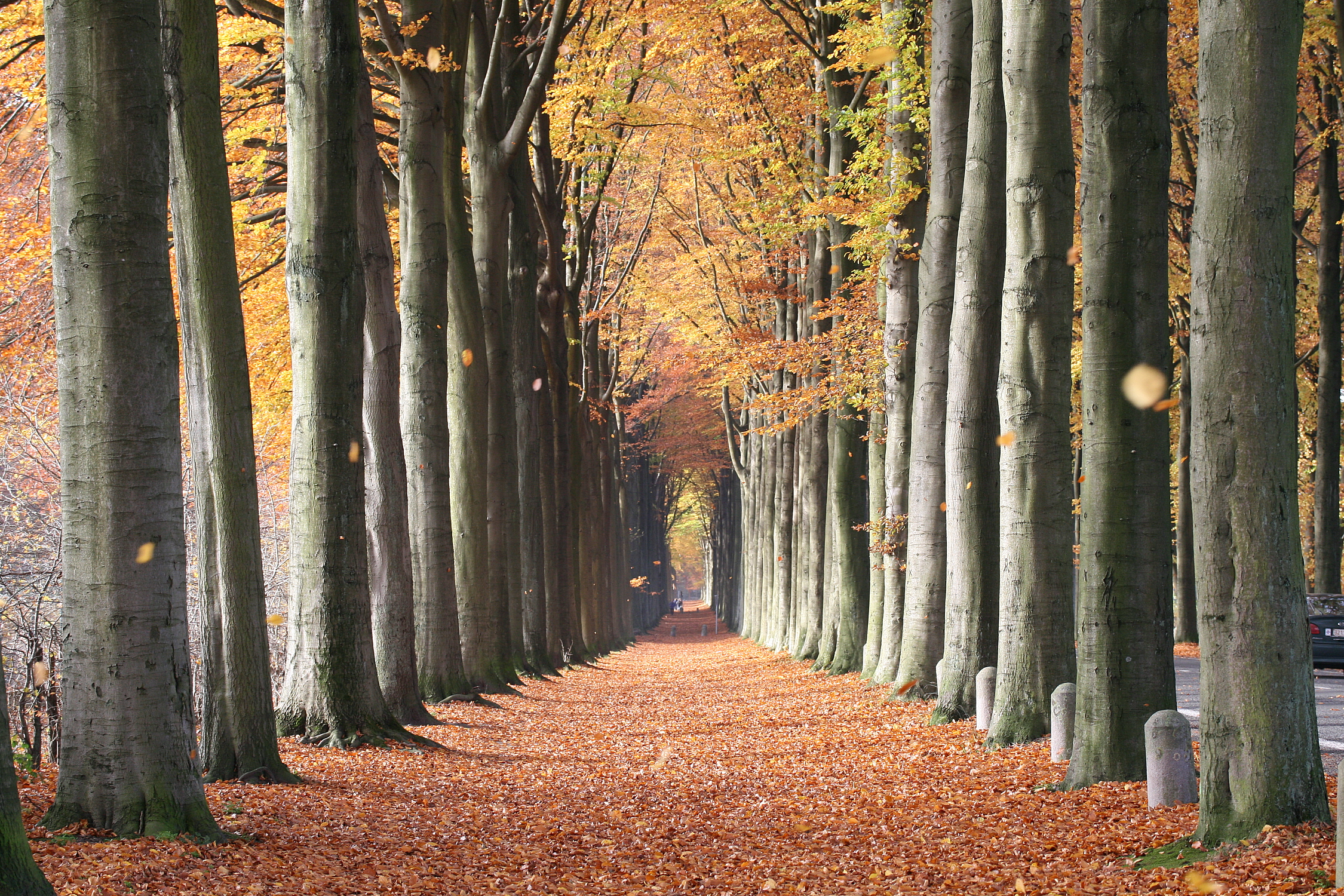
La drève de hêtres du domaine de Mariemont, à La Hestre.